# Класифікація двокрапкою
«Класифіка́ція двокра́пкою» Ш. Р. Ранганата́на  — це сукупність декількох незалежних класифікацій, що здійснюється одночасно за різними параметрами, в якій:
- поняття представлені у вигляді пересічення ряду ознак (фасетної);
- класифікаційні індекси синтезуються за допомогою комбінування фасетних ознак відповідно до фасетної формули.

## Загальна характеристика класифікації двокрапкою Ранганатана (історія виникнення)
Ш. Р. Ранганатан (1892–1972), видатний індійський бібліотекознавець і математик [1]. Директор ряду університетських бібліотек, Ранганатан одночасно керував створеними ним вищою бібліотечною школою і бібліотечним журналом. Президент індійської бібліотечної асоціації, друг Радянського Союзу, він був діячем міжнародних організацій (документації і ін.). Широко відомий Ранганатан своєю прогресивною діяльністю і численними роботами, в тому числі книгою «П'ять законів бібліотечної науки» [2] (1931) про основні принципи бібліотекознавства як наукового знання і соціальні завдання бібліотек, і, особливо, фундаментальною працею в області теорії класифікації «Пролегомени бібліотечної класифікації». Створена ним класифікація двокрапкою, уперше опублікована в 1933 р., була основоположним трудом в області сучасної фасетной теорії і відкрила новий напрям в розвитку бібліотечної класифікації многоаспектную класифікацію.
На протилежність «перелічувальним» системам Ранганатан створив аналітико-синтетичну класифікацію. Її теоретичні основи і найважливіший принцип багатоаспектність, яка дозволяє відображати зв'язки і характеристики документа. Головним об'єктом систематики є зміст книги, а далі йдуть уточнюючі її ознаки. Найважливішим з способів, вказуючих відносини і зв'язки між поняттями і предметами, служить двокрапка основний символ позначення, що дав найменування системі [3].
Класифікація двокрапкою призначена не тільки для книг (макродокументів), але і для детальної, або глибокої, класифікації статей і інших матеріалів (мікродокументів) для вузько профільного розкриття їх змісту. Причому завдання по обох видах документів вирішувалися на одній і тій же основі — в єдиній універсальній системі, що відбилося на всій побудові схеми, її принципах і архітектоніці.
Структура класифікації різко відрізняється від всіх попередніх. У передмові до російського видання «Класифікації двокрапкою» Ранганатан порівнював гнучкість своєї схеми з хоботом слона, що володіє і силою викоріняти дерева, і спритністю підіймати шпильку з підлоги.
На відміну від лінійних схем з єдиною таблицею рубрик і характерною для них жорсткістю, в яких для більшості понять дані готові індекси, Ранганатан створив декілька самостійних таблиць, що володіють великою гнучкістю. Класифікація складається з ряду стандартних, не пов'язаних між собою окремих переліків, табличок. Кожна з них складена за різними аспектами, ознаками, «фасетами», тобто гранями розгляду предмета всередині різних галузей знання. Наприклад, одним фасетом може бути дана сукупність ділень за об'єктом, іншим — за процесами [4].
Більшість понять не має заздалегідь вказаних рубрик і готових позначень. Складні поняття створюються з більше за прості, взяті з ряду одиничні схеми. Замість готових індексів і предметів дається відоме число стандартних таблиць. Необхідні індекси для будь-яких об'єктів складаються шляхом поєднання знаків з різних схем.
Комбінаційність індексації — найцінніша властивість структури. Одне поняття виходить з іншого шляхом вказівки двокрапкою аспектів форми і різновиду його змісту. Спершу проводиться аналіз змісту документа за смисловими одиницями, з яких кожна має свій індекс. Шлях класифікації і пошуку йде від приватного до загального, «знизу — вгору», від аналізу складових елементів, що синтезуються потім шляхом їх поєднання в комбіновані індекси.
Таким чином, класифікація є аналітико-синтетичною. Цей метод не такий односторонній, як аналітичний, бо окремі компоненти об'єднуються в ціле не механічно, а у взаємозв'язку.

## Структура класифікаційної та індексаційної бази
Для початкового ряду класифікації, заснованого на традиційному ієрархічному принципі, збережена, зі слів Ранганатана, «залишкова жорсткість». Ряд головних класів розширений до 39 (загальний відділ, чотири попередніх і 34 галузевих).
На початку ряду цикл загальних дисциплін наукознавчого і книгознавчого порядку, позначених, на відміну від всіх інших, цифрами. Загальна послідовність від природних наук до суспільних, згрупованих по гуманітарному і соціально-економічному циклах. У природознавчому циклі класи слідують за принципом зростаючої конкретності (від математики до прикладних знань), а в суспільствознавчому — від найприроднішого (художня творчість) до найбільш штучного (законодавство). У географії зібрані в єдиний комплекс, крім її фізичної і політичної частини, різнорідні дисципліни: математична географія, біогеографія, антропогеографія і ін.
Характерна тенденція Ранганатана, услід за Брауном і Бліссом, зближувати прикладні дисципліни з теоретичними: техніку з фізикою, гірництво з геологією, агрокультуру з ботанікою, тваринництво із зоологією, фармакогнозію з медициною. Тому в техніці збережені лише традиційні її частини — будівництво і машинобудування. Однак у Ранганатана, як у Брауна, залишився «неподільний залишок». Ремесла всеосяжний змішаний клас для прикладних розділів, не передбачених в інших класах. Сюди включені книгодрукування і книготоргівля, фізична культура і полювання, домоводство і косметика, кросворди, філателія.
Зміст системи Ранганатана суперечливий. У ній позначаються його гносеологічні переконання, що віддають перевагу не досвідченому, а інтуїтивному пізнанню як ніби основі майбутньої науки. Нарівні з положеннями, введеними під впливом індійських релігійних вчень і неприйнятними для радянських бібліотек, Ранганатан, прихильник соціалістичного шляху розвитку, уперше в історії зарубіжної класифікаційної думки включив спеціальний фасет для комуністичної літератури.
Загальний клас даний на початку і схожий з ДК. Рубрики в ньому позначені малими буквами з десятеричними підрозділами. Наприклад: в5 Умови роботи; в51 Посади.
Для подальших характеристик, що уточнюють зміст книги, передбачені таблиці загальних підрозділів. Розроблені спеціальні таблиці для хронологічних, географічних, мовних та інших ділень.
Всю різноманітність можливих ознак класифікації Ранганатан звів до п'яти найбільш узагальнюючих категорій
Щоб уникнути різнобою і свавілля у вільному комбінуванні індексів, Ранганатан ввів в їх поєднання сувору плановість. Стандартна послідовність елементів індексу визначається фасетною формулою. Вона наказує порядок розташування ознак в індексі певного класу, і на її основі проводиться аналіз змісту документа, тобто розкладання предмета на його фасети.
Розташування категорій в основній фасетній формулі дане в убуваючій послідовності конкретності категорій: Індивідуальність (клас, розділ, наука, конкретні предмети, предметний розподіл) Матерія (матеріали і властивості) Енергія (операції, процеси, робота) Простір (місце, територія, географічні ознаки). Час (виникнення, походження, хронологічні ознаки):
[Р], [М]; [Е]: [S]. [Т]
Єдина фасетна формула носить жорсткий характер; в ній не враховуються ні специфічні відмінності в науках, ні різноманітність читацьких запитів. До того ж в обмежене число п'яти категорій не укладається все різноманіття типових аспектів. Тому специфіка кожної галузі розкривається за допомогою складної системи рівнів і циклів вияву категорій.
У доповнення до системи розроблений допоміжний алфавітно-предметний апарат, названий Ранганатаном «ланцюговим покажчиком». Він включає в лінійному порядку терміни не тільки з таблиць головних класів, але також і всіх фасетів. Більшість позначень в покажчику не є готовими індексами, а лише посилають до відділів схеми. Хоч ланцюговий покажчик виконує ту ж функцію, що і звичайний алфавітно-предметний покажчик, однак в ньому особливий характер носить методика складної рубрики. Ланцюговий покажчик заповнював прийнятий Ранганатаном принцип однократного опису документа і, відображаючи всі рівні ієрархії, замінював дублювання описів.
Індексація змішана, що використовує різні види символів. Вона повністю заснована на методі десятковості і вельми еластична. Її особливість в «співвідносності»: довжина індексу пропорційна мірі складності змісту документа. У десятковий метод індексації Ранганатан ввів октавне позначення, при якому останній знак в десятеричному ряду (цифра 9) резервований для утворення іншої октави. Наприклад: 1, 2,. … 8, 91, 92,. .. 98 і т. д. Отримані таким чином двозначні або тризначні індекси умовно розглядаються як однозначні (одного рівня) і дають можливість включати нові поняття на необхідний рівень класифікації. Система відрізняється глибокою деталізацією і, за Ранганатаном, є більш «гостинною», ніж будь-яка інша схема. Щоб уникнути різнобою і свавілля у вільному комбінуванні індексів, Ранганатан ввів в їх поєднання сувору плановість. Стандартна послідовність елементів індексу визначається фасетной формулою. Вона наказує порядок розташування ознак в індексі певного класу, і на її основі проводиться аналіз змісту документа, т. е. розкладання предмета на його фасети.
Однак індекси дуже ускладнені і важко запам'ятовуються, оскільки крім позначення окремих фасетів і стандартних таблиць в них введені ознаки форми, місця і часу зі змішаними символами [5].

## Принципи систематизації документів
Систематизація документів — один з найдавніших і найпоширеніших методів їхньої аналітико-синтетичної обробки, оскільки вона відповідає потребам людей у поділі знань за галузевою ознакою, диференціації наукових знань. Під систематизацією розуміють визначення класифікаційного індексу документа відповідно до його змісту за таблицею певної системи класифікації. Таким чином, можна сказати, що при систематизації здійснюється переклад ознак змісту документів з природної мови на штучну мову класифікаційних індексів певної систематичної документної класифікації. Якість систематизації, точність визначених пошукових образів документів, а також якість інформаційно-пошукових систем, побудованих на основі систематичних класифікацій, залежить перш за все саме від якості й можливостей класифікації.
Систематичні класифікації завжди будуються на основі класифікації наук. Класифікація наук визначає місце кожної науки в загальній системі наукових знань, зв'язок усіх наук. У документах відображають знання, тому класифікацію наук доцільно класти в основу документних класифікацій, що відображають систему знань. Особливе значення ця проблема має для бібліотечно-бібліографічних класифікацій. Укладачі бібліотечно-бібліографічних класифікацій по-різному ставляться до зв'язків класифікації наук із систематичною документною класифікацією.
Систематизація складається із взаємопов'язаних і послідовних процесів:
- аналізу документа як об'єкта систематизації;
- прийняття класифікаційного рішення;
- складання предметних рубрик абетково-предметного покажчика (АПП) до систематичного каталогу;
- редагування класифікаційних індексів і предметних рубрик АПП;
- оформлення класифікаційного рішення і карток АПП.

Об'єктами систематизації можуть бути:
- будь-який документ, що надійшов до бібліотеки як самостійна одиниця зберігання;
- частина документа, представленого в бібліотечному фонді (наприклад, розділ з книги, вступна стаття, окремий твір із збірки, стаття з журналу або газети тощо);
- декілька окремих документів, об'єднаних за якимось принципом (багатотомне видання, комплект брошур у папці, добірка плакатів і т.ін.)[6].